# 野戦酒保規程
野戦酒保規程（やせんしゅほきてい）とは、陸軍大臣が制定した軍の内部規則。戦時の野戦軍に設けられる酒保（物品販売所）についての規程。

## 本文
※一部抜粋、全文は参考資料参照。改正後規定は参考資料を参照。※下記の平仮名は原文では片仮名で記載。
制定：1904年（明治37年）2月9日（陸達第14号）
第1次改正：1904年（明治37年）6月14日（陸達第108号）
全部改正：1937年（昭和12年）9月29日（陸達第48号）〈官報昭和12年9月29日本紙第3223号〉

## 改正の経緯
「野戦酒保規程改正に関する件」1937年（昭和12年）9月29日（陸達第48号）によると、改正理由は「現在の野戦部隊の編制竝戦地の状況に適合せさるものあるを以て之を改正するものとす」と記されている。つまり、日露戦争中の1904年（明治37年）に制定された「野戦酒保規程」が日中戦争の開始とともに、戦地の状況に合わせ改正されている。
具体的には、改正規程に添付されている「野戦酒保規程改正説明書」に「野戦酒保利用者の範囲を明瞭ならしめ且対陣間に於て慰安施設を為し得ることも認むるを要するに依る」と改正理由が記されていることから、酒保に「慰安施設」を設けることを可能にすることが主目的であったとされている。

## 「慰安施設」の解釈
京都大学教授の永井和は、改正規程の第一条に「野戦酒保に於ては前項の外必要ある慰安施設をなすことを得」とあることから、改正規程では、「酒保において物品を販売することができるだけでなく、軍人・軍属のための「慰安施設」を付属させることが可能になった」としている。酒保自体が軍の組織であることは、明治時代から軍隊内務書に明確に規定されているが、野戦酒保も同様であり、軍の後方施設として陸軍大臣の定めた軍制令規によって規定されている。当然それに付設される「慰安施設」も軍の後方施設の一種ということになるが、この「野戦酒保に付設された慰安施設」こそが陸軍組織編制上の軍慰安所の法的位置づけであるとしている。
また、上海派遣軍の日記として、「慰安施設の件方面軍より書類来り、実施を取計ふ」、「迅速に女郎屋を設ける件に就き長中佐に依頼す」、「南京慰安所の開設に就て第二課案を審議す」などの記述が残されていることから、当時上海派遣軍に設置された「慰安施設」は「女郎屋」であり、「南京慰安所」と呼ばれていたことが示されており、こうした日記は、上海派遣軍の飯沼参謀長が、「女郎屋」である「南京慰安所」を軍の「慰安施設」と見なしていた根拠となる史料とされている。
他にも、第101聯隊（上海派遣軍第101師団）の一兵士の陣中日記として「夜隊長より慰安所開設の話を聞く。喜ぶ者多し（1月8日）」や「今日、急に酒保係を命ぜられ、酒保へ行く。戦地軍隊は面白い所だ。女給ばかり居る酒保だからな。未だ売る物は一品ばかりだ。○○を買う者がどっとおし寄せて午後より夜遅くまで多忙だ（1月13日）」といった記述があり、他の聯隊でも、慰安所が「野戦酒保付設慰安施設」として設置され、酒保係を命じられた兵士が慰安所の当番兵となり、慰安所を「女給ばかり居る酒保」と呼んでいることが明らかにされている。

## 野戦酒保設置の権限
野戦酒保及びそれに付設する慰安施設を設置する権限については、第三条の改正規程に、「野戦酒保は所要に応じ高等司令部、聯隊、大隊、病院及編制定員五百名以上の部隊に之を設置す」とあることから、大隊以上に野戦酒保を設置できる権限が与えられていた、とされている。
秦郁彦は「第110師団関係資料」を根拠に、「慰安所、女については大隊長以上において申請許可を受けたる後、設置」というルールがあったことを自身の著書で紹介している。

## 野戦酒保の管理と経営
野戦酒保及びそれに付設する慰安施設の管理については、同じく第三条に、「野戦酒保は之を設置したる部隊長之を管理す」とあることから、酒保付設慰安施設である軍慰安所についても、酒保と同様に、その管理者は設置者である当該部隊の長であったとされている。
永井和はこの他に、第六条の、「野戦酒保の経営は自弁に依るものとす但し已む得ざる場合（一部の飲食物等の販売を除く）は所管長官の認可を受け請負に依ることを得」との記述から、「直営でない軍慰安所において慰安所を経営していた売春業者は軍の「請負商人」であったこと」や、「平時の衛戍地より伴行する酒保請負人は軍属として取扱ひ一定の服装を為さしむるものとす」との記述から、「当該部隊の長の判断により、それらの請負業者を軍属にすることができたこともわかる」としている。
さらに永井和は、第十三条に「軍属たる酒保請負人には必要に応じ糧食を官給し又被服の一部を貸与することを得」とあることから、「この条項の運用次第では、慰安所の業者が軍から貸与された制服（軍服）を着用することになっても別に不思議ではなかった」としている。

## 参考資料
- 「野戦酒保規程」（明治37年陸達第14号）〈旧法令〉
- 「官報昭和12年9月29日本紙第3223号」
- 「野戦酒保規程改正に関する件」アジア歴史資料センター Ref.C01001469500